# Haggits Pillar
Haggits Pillar är en bergstopp i Antarktis. Den ligger i Västantarktis. Nya Zeeland gör anspråk på området. Toppen på Haggits Pillar är 60 meter över havet.
Terrängen runt Haggits Pillar är varierad. Haggits Pillar är den högsta punkten i trakten. Trakten är obefolkad. Det finns inga samhällen i närheten.